# Brachythecium ruderale
Brachythecium ruderale är en bladmossart som beskrevs av William Russell Buck 1998. Brachythecium ruderale ingår i släktet gräsmossor, och familjen Brachytheciaceae. Inga underarter finns listade i Catalogue of Life.